# Francis Pasche
Pour les articles homonymes, voir Pasche.
Francis Pasche, né le 7 mai 1910 à Paris et mort le 12 septembre 1996 à Suresnes, est un psychiatre et psychanalyste français.

## Biographie
Francis Léopold Philippe Pasche naît le 7 mai 1910 dans le 20e arrondissement de Paris, d'un père suisse et d'une mère champenoise. Il fait des études de pharmacie et obtient son diplôme de pharmacien en 1934. Après son service militaire, il fait une licence de philosophie à la Sorbonne, où il étudie avec Victor Basch et Charles Blondel. Il commence des études de médecine, interrompues par la guerre, durant laquelle il est fait prisonnier de guerre, en 1940. Il est libéré en janvier 1941, et affecté en tant que pharmacien, dans différents hôpitaux parisiens, en tant que prisonnier de guerre. Ce statut lui permet d'achever ses études de médecine, et il obtient son diplôme en 1944, en soutenant une thèse de médecine intitulée Psychopathologie du cauchemar, dirigée par Jean Delay, pour laquelle il obtient la médaille de bronze de la faculté de médecine de Paris. Il devient psychiatre en 1951, et neuropsychiatre en 1953. Il est ensuite attaché de consultation à l'hôpital Sainte-Anne, où il exerce une trentaine d'années.
Il a été en psychanalyse avec John Leuba, un Suisse installé à Paris, et il est admis à la Société psychanalytique de Paris en 1950. Au moment de la scission de la Société en 1953, il reste à la SPP, dont il assure la présidence de 1960 à 1964. Il admirait et critiquait Lacan. 

## Activités scientifiques et éditoriales
Il dirige durant plusieurs années un séminaire à l'Institut de psychanalyse de la Société psychanalytique. Son œuvre est constituée majoritairement d'articles regroupés en livres. Il s'intéresse à la mythologie et publie un article intitulé « Le bouclier de Persée », dans lequel il évoque le mythe grec. Il s'intéresse également aux différentes religions et à la philosophie. Il s'intéresse à l'angoisse, au narcissisme et à l'« anti-narcissisme », titre de l'un de ses articles, à la psychose et à la dépression.

## Recherches
Il critique les pratiques lacaniennes (autoréférées) et les théories de Serge Viderman, tout en reconnaissant à ce dernier de grandes qualités de praticien, Pasche lui reproche notamment l'affirmation : « Peu importe la réalité de votre patient ce qui compte c'est que vous lui présentiez un schéma cohérent » se demandant ce que peut vouloir signifier le terme "cohérent" dans les processus primaires en œuvre dans la cure. Il défendait donc "la rigueur du cadre analytique" sans pour cela se montrer opposé aux aménagements nécessaires en fonction des pathologies de certains patients. Il a travaillé avec des personnes psychotiques, en institution et dans des approches pluridisciplinaires.
Il voyait le maintien du cadre externe comme l'expression des dispositions intérieures de l'analyste vis-à-vis du patient. Il a décrit cette position comme "une position parentale non manifestée" défendant ainsi l'idée que jamais la relation analytique ne doit prendre un caractère horizontal. « Jamais la relation analytique ne doit être l'élucidation d'un amour dans une relation d'égalité, d'homme à homme, de femme à femme, etc. Il doit toujours subsister une verticalité (...), une dominance dans la fonction que doit exercer l'analyste, avec ce que cela suppose de disposition chez lui à la remplir et ce que cela suppose chez l'analysé à supporter cette fonction ».
Il est réticent à l'usage du terme "analysant" dont il pense qu'il "ne veut rien dire". Il ne s'agit pas pour lui de défendre l'idée que l'analyste est "supérieur" à l'analysé. Il dit qu'un analyste "pas très malin" peut très bien analyser un monsieur ou une dame de niveau intellectuel très élevé. Il cite à ce sujet une phrase de Marc Schlumberger qui parlant d'un de ses patients surdoué disait : "Je savais qu'il était plus intelligent que moi, il le savait, il savait que je le savais, et c'est pour cela que je l'ai aidé".
À propos de la "fonction parentale" dont il s'inspirait pour définir la "fonction d'analyste", Pasche a dit que l'exercice d'être mère ou père, chacun dans leurs spécificités, est une expérience de castration continuelle, "la castration de l'enfant qui s'en va, qui s'en va..." qui croit et existe d'une certaine manière au détriment de ses parents. Le but de la cure psychanalytique est d'amener les analysés vers une représentation plus objective des parents ou plus exactement vers une correction progressive des imagos. Les imagos, c'est-à-dire les idéalisations et contre-idéalisations inconscientes, haïr le parent ou le vénérer. Ceci ne se limite pas au discours conscient qui pourrait faire croire que la prise de distance est effectuée mais à l'imago qui est dans l'inconscient. Il s'agit d'un processus qui prend du temps et qui demande généralement de longues analyses. Il était de ce point de vue très sceptique quant aux idées en vogue sur le raccourcissement de l'analyse.

## Vie privée
Il était marié avec l'artiste, professeure et psychanalyste grecque Maria Pasche, avec laquelle il a eu deux fils, Jérôme et Alexandre Pasche. 

## Publications
- À partir de Freud, Paris, Payot, 1969.
- Le sens de la psychanalyse, Paris, PUF, coll. « Fil rouge », 1988 (ISBN 978-2-1304-1875-7)
- Le passé recomposé : pensées, mythes, praxis, Paris, PUF, coll. « Fil rouge. Section 1, Psychanalyse », 1999, 272 p. (ISBN 978-2-1305-0221-0)